# Abropelta
Abropelta — монотиповий рід грибів підвідділу Pezizomycotina із нез'ясованим до кінця систематичним положенням. Назва вперше опублікована 1986 року.

## Класифікація
Наразі до роду Abropelta відносять 1 вид:
- Abropelta fusarioides

## Поширення та середовище існування
Знайдений на мертвому стеблі жасмину лікарського (Jasminum officinale) у штаті Махараштра на заході центральної Індії.